# Laetitia Chapeh Yimga
Laetitia Chapeh Yimga (* 7. April 1987 in Douala) ist eine äquatorialguineisch-kamerunische Fußballspielerin.

## Karriere
Yimga startete ihre Profikarriere 2005 mit den Eleven Sisters de Bamenda. Nach vier Jahren in Bamenda verließ sie den Verein im Sommer 2009 und unterschrieb bei Lorema FC Yaoundé, wo sie nebenbei an der Université de Yaoundé studierte. Im Frühjahr 2011 verließ sie Kamerun und ging zum Meister aus Äquatorialguinea Estrella de Ewaiso Ipola de Malabo.
Nachdem sie bei ihren 3 Einsätzen im Rahmen der Frauenfußball-Weltmeisterschaft in Deutschland überzeugen konnte, wechselte Yimga im Juli 2011 in die polnische Liga zum 1. FC Kattowitz. Nach einer Saison beim 1. FC Kattowitz wechselte sie im Juni 2012 zum Ekstraliga Rivalen KKPK Medyk Konin. Nach 2 Spielzeiten bei Medyk Konin verließ sie Polen und wechselte nach Litauen zu FK Gintra Universitetas in die A Lyga. Nachdem sie 2014, 2015 und 2016 die Meisterschaft mit Gintra gewonnen hatte, ging sie im Herbst 2016 nach Frankreich zum OSC Lille.

## International
Yimga war seit 2006 Teil der kamerunischen Fußballnationalmannschaft der Frauen und wechselte vor der Fußball-Weltmeisterschaft der Frauen 2011 in Deutschland zum Äquatorialguineischen Fußballverband. Sie nahm am Endturnier in Deutschland für Äquatorialguinea teil, scheiterte jedoch mit ihrem Team in der Vorrunde.